# Weatherby Lake
Weatherby Lake é uma cidade localizada no estado americano de Missouri, no Condado de Platte.

## Demografia
Segundo o censo americano de 2000, a sua população era de 1873 habitantes.
Em 2006, foi estimada uma população de 1856, um decréscimo de 17 (-0.9%).

## Geografia
De acordo com o United States Census Bureau tem uma área de
3,5 km², dos quais 2,7 km² cobertos por terra e 0,8 km² cobertos por água.

## Localidades na vizinhança
O diagrama seguinte representa as localidades num raio de 12 km ao redor de Weatherby Lake.